# Macromia pallida
Macromia pallida – gatunek ważki z rodziny Macromiidae.